# Мурсили III
Мурсили III (хет. Мурсилис) — царь Хеттского царства, правил приблизительно в 1282 — 1275 годах до н. э.
Сын Муваталлиса от наложницы. Больше известен под своим личным хурритским именем — Урхи-Тешшуб. Урхи-Тешшуб продолжал вести войну с Египтом. После 7 лет правления против Урхи-Тешшуба восстал его дядя Хаттусили. Поддерживаемый дружественными ему племенами каска, Хаттусили запер Урхи-Тешшуба в городе Самухе (как писал сам Хаттусили в своей Апологии, «Иштар заперла его в городе Самухе, как свинью в хлеву») и тот вынужден был сдаться в плен. Хаттусили сослал его в ссылку в Нухашше. Но тут Урхи-Тешшуб завёл интригу с Вавилоном против Хаттусили и был поэтому удален из Нухашше и послан «в сторону моря» — неясная по смыслу фраза, которая, может быть, иносказательно говорит об острове Кипр. Из другого документа известно, что Урхи-Тешшуб жил в чужой стране, и это вполне мог быть Кипр, откуда он, видимо, вступил в переговоры с Египтом.